# Camel Bechikh
Camel Bechikh, né le 25 janvier 1974 à Bourges, est un militant associatif musulman français.
Il a été président de Fils de France et porte-parole de La Manif pour tous.

## Biographie

### Vie personnelle
Camel Bechikh naît et grandit en Berry, dans le centre de la France, avec ses onze frères et sœurs et ses parents, immigrés algériens. Il fait sa scolarité dans des établissements catholiques, notamment chez les missionnaires du Sacré-Cœur à Issoudun. Il a suivi des études d'arabe classique, de communication et d'histoire de l'art.[réf. souhaitée]

### Engagements associatifs
Camel Bechikh est membre de l'Union des organisations islamiques de France (UOIF), devenue Musulmans de France, intervenant notamment au rassemblement de l'organisation au Bourget en avril 2017. Il est proche de Tareq Oubrou, recteur de la grande mosquée de Bordeaux, et est lui-même un des responsables de cette mosquée. Sa proximité avec les milieux nationalistes l'a amené à subir de vives critiques de la part de certains membres de la communauté musulmane de France, comme le site internet Oumma.com.
En 2010, il est porte-parole du Comité de bienfaisance et de secours aux Palestiniens (CBSP). Sa proximité avec l'extrême droite est alors vivement critiquée par les milieux de gauche, notamment après qu'il a été arrêté à la frontière égyptienne en octobre 2009 en compagnie de Marc George, ancien directeur de campagne de Dieudonné et auteur chez Rivarol.
À l'automne 2012, il devient porte-parole de La Manif pour tous dans le cadre de l'opposition à la loi Taubira. Il le reste jusqu'en 2016.

## Fils de France
Camel Bechikh est président fondateur de l'association Fils de France, déclarée en préfecture le 8 décembre 2011 et publiée au Journal officiel le 17 décembre. Elle a été lancée publiquement le 9 mars 2012 en présence notamment de Tareq Oubrou, Robert Ménard, Ghaleb Bencheikh, Michel Lelong et Nicolas Dupont-Aignan. Le politologue Gilles Kepel indique que « ces personnalités lui apportent une visibilité médiatique et diffusent les principaux entretiens publics accordés par l'association militante au cours des trois premières années ». Libération relève que lors du colloque organisé au Sénat pour marquer sa naissance, « se croisent de vieux réseaux en lien avec l’ancien régime irakien de Saddam Hussein et des soutiens de Bachar al-Assad ». Les « cafés » organisés par Fils de France font intervenir des personnalités reconnues comme Hubert Védrine ou Pierre Manent. L'association est invitée à s'exprimer tous les ans à la rencontre annuelle des musulmans de France organisée par l'UOIF.
Cette association prône un « islam patriote » et respectueux des racines chrétiennes de la France,. Fils de France se sent proche des idées souverainistes, et n'hésite pas à dialoguer avec le Front national dont certains représentants invitent Camel Bechikh lors de rassemblements. D'après Libération, « il a trouvé ses références dans l’Action française et chez ses militants, avec lesquels il manifeste volontiers ». Il a publié dans le journal L'Action française et animé à l'automne 2014 une conférence pour la section étudiante de l’organisation éponyme. D'après L'Humanité, il « se dit « peu républicolâtre », conspue la Révolution de 1789, aime « le sentiment charnel de Maurras » et se vantait à l’Action française, en mai 2012, d’avoir fait parrainer son association par le prince Sixte-Henri de Bourbon-Parme, qui, « au gré des mariages de son ascendance royale, descend sept fois du prophète de l’islam ». Il se réclame de la famille souverainiste, citant Nicolas Dupont-Aignan, Jean-Pierre Chevènement, Hubert Védrine, Henri Guaino ou Philippe Séguin parmi ses références. Il est invité régulièrement dans les « médias de la réacosphère, comme TV Libertés ou Radio Courtoisie ». Christine Tasin de Riposte laïque est en conflit avec lui.
Alain Soral, qui a écrit dans Flash à l'instar de Camel Bechikh, relaie régulièrement les activités et les vidéos de ce dernier, qui y voit l'occasion d'« assure[r] de l’audience » et qui a organisé un débat entre Alain Soral et Tareq Oubrou. En 2014-2015, Camel Bechikh indique n'avoir « aucun lien » avec Alain Soral en dehors de ce débat et que sa ligne est « un peu celle du Soral de 2009, avant qu'il ne fasse un virage judéo-maniaque ». Tareq Oubrou indique qu'« à une époque, il s’est peut-être rapproché de la mouvance d’Alain Soral, mais il en est revenu ». Olivier Roy, qui indique connaître Camel Bechikh « depuis longtemps » en 2015, dit avoir été « halluciné » lorsque ce dernier lui « a annoncé son rapprochement avec Alain Soral » et lui « a parlé de patriotisme en [lui] expliquant que l'extrême droite était pour lui une forme d'intégration ». Camel Bechikh a par ailleurs aidé Marc George, chrétien un temps très proche d'Alain Soral via son association Égalité et Réconciliation, à se convertir à l'islam.
En mars 2017, il est accusé par les cadres de l'association de « dérive autoritaire » et de « vouloir placer Fils de France sous l’influence de l’UOIF ».

## Ouvrage
- Fils de France : plaidoyer pour un islam enraciné, Éditions Albouraq, 2014 (ISBN 978-2-84161-968-9, présentation en ligne).